# Stefano Zappalà
Stefano Zappalà (* 6. Februar 1941 in Aci Bonaccorsi in der Provinz Catania; † 15. April 2018 in Latina) war ein italienischer Politiker und Mitglied des Europäischen Parlaments für Forza Italia. Zappalà wurde 1999 und 2004 für Mittelitalien in das Europäische Parlament gewählt. Dort gehörte er der Europäischen Volkspartei an.

## Werdegang
Zappalà absolvierte 1959 ein humanistisches Abitur. 1960 bis 1962 besuchte er die Militärakademie in Modena. Anschließend besuchte er bis 1964 die Artillerieschule in Turin, wo er einen Hochschulabschluss im Fach Strategische Studien erhielt. 1971 bis 1973 besuchte er die Technische Fachoberschule in Rom. Dort erhielt er einen Hochschulabschluss in Mathematik (1973), sowie einen Hochschulabschluss in Bauingenieurwesen (1976). Bis 1979 war Zappalà Offizier des italienischen Heeres.
Anschließend war er freiberuflicher Ingenieur und Unternehmer, bis er 1994 seine politische Karriere begann. 1994 bis 2005 war er Stellvertretender Koordinator von Forza Italia für Latium. 1995 bis 2000 Mitglied des Regionalrats von Latium sowie 1997 bis 2002 Mitglied des Stadtrats von Latina. 1999 wurde Zappalà das erste Mal in das Europäische Parlament gewählt. 2002 bis 2005 war er Bürgermeister von Pomezia in der Provinz Rom. 2004 gelang ihm der Wiedereinzug ins Europäische Parlament. 2010 wurde er Dezernent für Kultur und Tourismus in der Region Latium in der Regierung von Renata Polverini.

## Ämter als MdEP
- Stellvertretender Vorsitzender im Ausschuss für bürgerliche Freiheiten, Justiz und Inneres
- Mitglied in der Delegation für die Beziehungen zu dem Palästinensischen Legislativrat
- Stellvertreter im Ausschuss für Binnenmarkt und Verbraucherschutz
- Stellvertreter im Nichtständigen Ausschuss zur behaupteten Nutzung europäischer Staaten durch die CIA für die Beförderung und das rechtswidrige Festhalten von Gefangenen
- Stellvertreter in der Delegation in den Parlamentarischen Kooperationsausschüssen EU-Kasachstan, EU-Kirgistan und EU-Usbekistan sowie für die Beziehungen zu Tadschikistan, Turkmenistan und der Mongolei